# حمله مغول به خراسان
حمله مغول به خراسان، چنگیز خان در سال (۶۱۷ ه‍.ق)، پسر خود تولی خان را به فتح خراسان مأمور کرد. در سال بعد، تولی، خراسان از مرو تا بیهق (سبزوار کنونی یکی از شهرهای منطقه بیهق دانسته می‌شود) و از نسا و ابیورد تا هرات را یکی یکی اشغال نموده و آنجا را مانند ماوراءالنهر تخریب کرد. او به ویژه شهر مرو یکی از قدیم‌ترین مراکز فرهنگی آسیای مرکزی را خراب کرد.
۶۱۹ ه‍.ق چنگیز پس از عبور از معبر پنجاب و تسخیر ترمَذ و بلخ و گرفتن شهرهای ولایت جوزجانان از جیحون گذشته و به سرزمین طالقان آمد. این طالقان شهری واقع در ولایت جوزجانان بود و طالقانِ خراسان گفته می‌شد. قلعهٔ طالقان نصرت کوه نام داشت. محاصرهٔ این قلعه ده ماه به طول انجامید تا سرانجام پسران چنگیز به کمک او آمده طالقان را فتح کردند. پس از آن چون خبر فتح جلال‌الدین را در پروان در نزدیکی شهر غزنین به چنگیز داده بودند از راه بامیان به غزنین آمد و در بین راه بامیان را محاصره کرد. هنگامی که مغول سرگرم محاصرهٔ این شهر بودند، مُوتُوجن، پسر جغتای و نوهٔ محبوب چنگیز، به دست یکی از اهالی بامیان کشته شد. چنگیز پس از فتح بامیان دستور داد که علاوه بر مردم جانوران را هم بکشند و کسی را به اسارت نگیرند و بچه در شکم مادر زنده باقی نگذارند و سپاه مغول به دستور چنگیز شهر را چنان ویران کردند تا دیگر کسی نتواند در آنجا سکونت کند.
هنگامی‌که چنگیز به غزنین رسید چون جلال‌الدین خوارزمشاه از این شهر رفته بود به دنبال او به کنار رود سند شتافت ولی نتوانست مانع فرار جلال‌الدین به هند شود. پس از گریختن جلال‌الدین به هند چنگیز چند ماه در این منطقه بود اما بعد به علت شورشی که در چین شمالی و تبت درگرفته بود و حضور او را ایجاب می‌کرد، بسوی آن منطقه حرکت کرد.